# 互生毛鼻鯰
互生毛鼻鯰，為輻鰭魚綱鯰形目毛鼻鯰科的其中一種。分布於南美洲巴西里約熱內盧至聖埃斯皮里托間的沿海河流，體長可達8.1公分。

## 扩展阅读
維基物種上的相關：互生毛鼻鯰